# Maiberg (Cottbus)
Maiberg, niedersorbisch Majberk, ist ein Wohnplatz im Ortsteil Döbbrick der Stadt Cottbus in der brandenburgischen Niederlausitz.

## Geografie
Das kleine Dorf in der Niederlausitz liegt direkt an der Spree, gut drei Kilometer nördlich von Döbbrick und rund zehn Kilometer nördlich von Cottbus. Der von Süden kommende Fluss biegt hier am Südrand des Ortes in Richtung Westen in das Glogau-Baruther Urstromtal ab und gehört seit 2003 zum FFH-Gebiet und dem gleichnamigen Naturschutzgebiet Biotopverbund Spreeaue. Auf der Südseite dieses Spreebogens, auch Cottbuser Spreeaue genannt, wird seit 2007 eine großflächige und umfangreiche Renaturierung betrieben, mit dem Ziel eine verloren gegangene naturnahe Auenlandschaft wiederherzustellen.
Am Ostrand von Maiberg befinden sich die Laßzinswiesen, die teilweise zum FFH-Gebiet und Naturschutzgebiet Peitzer Teiche gehören. Diese offene und kaum zerschnittene Feuchtlandschaft, überwiegend als Wiese und Weide genutzt, wird über ein umfangreiches Grabensystem entwässert. Die beiden größten, der Schwarze Graben und der Teichgraben, fließen dem Hammergraben zu, der den Ort im Norden in westliche Richtung durchquert. Das Dorf gehört zum Oberspreewald im Naturraum Spreewald und Europäischen Vogelschutzgebiet Spreewald und Lieberoser Endmoräne im Nordostdeutschen Tiefland.
Nachbarorte sind Aue im Norden, Drehnow, Turnow, Ausbau Windmühle und Peitz im Nordosten, Maust, Döbbrick Ost und Döbbrick im Südosten, Masnick’s Häuslergut im Süden, Sielow, Dissen und Striesow im Südwesten, Fehrow im Westen sowie Forsthaus Tannenwald und Sand im Nordwesten.

## Geschichte
Nachweislich wurde hier 1786 das Dammmeister-Wohnhaus beim Maiberg erwähnt, ein Grundstück der Kolonie Maiberg. Für die Siedlung, die schon zu dieser Zeit zum Dorf Döbbrick gehörte, ist der Bau weiterer Gehöfte im Jahre 1800 belegt. Damals gehörte der Ort zu einer Exklave der Mark Brandenburg, die vom Markgraftum Niederlausitz umgeben war, und kam 1807 durch den Frieden von Tilsit zum Königreich Sachsen.
Nach den Beschlüssen vom Wiener Kongress kam der Ort 1815 wieder zu Preußen und wurde dort Teil vom Regierungsbezirk Frankfurt der Provinz Brandenburg; ab 1818 dann dem Landkreis Cottbus zugehörig. In den Jahren 1821/22 wurden Pläne erstellt, westlich des Maiberger Spreebogens einen Kanal in Richtung Norden zu dem etwa 12 Kilometer entfernten Schwielochsee zu bauen. Vermutlich wegen fehlender Akzeptanz und mangels Geldgebern wurde dieses Projekt jedoch nie verwirklicht. In den Jahren 1826 und 1832 werden weitere Gehöfte im Ort errichtet und 1935 gab es hier insgesamt 28 Gehöfte und 137 Einwohner. Ab 1952 gehörte das Dorf zum Kreis Cottbus-Land, ab 1990 wieder Landkreis Cottbus.
Am 6. Dezember 1993 wurde der Landkreis Cottbus aufgelöst, Maiberg kam zu Cottbus und wurde so die nördlichste Siedlung der Stadt.

## Sehenswürdigkeiten
In der Ortsmitte, unweit des Abzweiges der Straße nach Drehnow, befindet sich ein Denkmal für die im Weltkrieg 1914–1918 gefallenen Mitbürger des Ortes.